# Remigiusz Golis
Remigiusz Golis (ur. 13 października 1990 w Pionkach) – polski zawodnik pięcioboju nowoczesnego, mistrz świata.
W 2010 roku, podczas mistrzostw świata w chińskim Chengdu zdobył z Sylwią Czwojdzińską złoty medal w premierowej konkurencji na mistrzostwach świata - sztafecie mieszanej.
Zawodnik klubu UKS "G-8" Warszawa. Jest czterokrotnym wicemistrzem Polski (2009, 2010, 2011, 2014).